# Телевизионен продуцент
Вижте пояснителната страница за други значения на продуцент.
Основна роля на телевизионния продуцент е да контролира всички аспекти на телевизионното производство.
Тв производството се дели на два вида: собствено и независимо. Собствено се нарича производство, което е предназначено да задоволи програмните нужди на определена телевизионна станция и правата върху него ѝ принадлежат изцяло. Независимо е производството, чиято цел е да задоволи пазарни нужди от тв продукция и е пряко предназначено за разпространение от дистрибуторски фирми, а правата върху него (изцяло или частично) принадлежат на продуцента.